# اصلاح اسکناس‌های روبل روسیه (۲۰۲۲-۲۰۲۵)
اصلاح اسکناس‌های روبل روسیه (۲۰۲۲–۲۰۲۵) به معنای تجدید اسکناس‌های بانک روسیه با ارزش اسمی ۱۰ تا ۵۰۰۰ روبل است. اسکناس‌های قبلی (۱۹۹۷) قرار است تقریباً تا سال ۲۰۳۵ از گردش مالی خارج شوند.

## تاریخچه

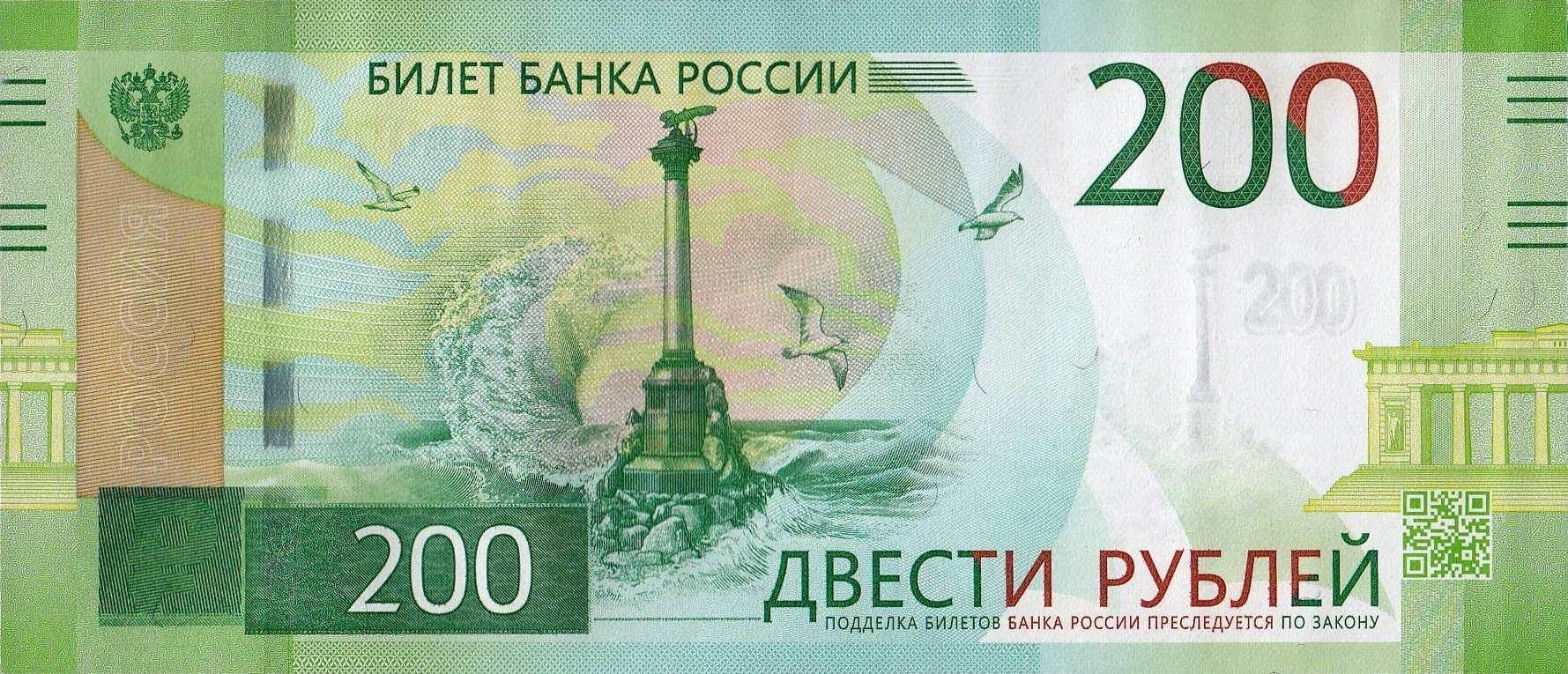
۲۰۰ روبل ۲۰۱۷ (روبرو)

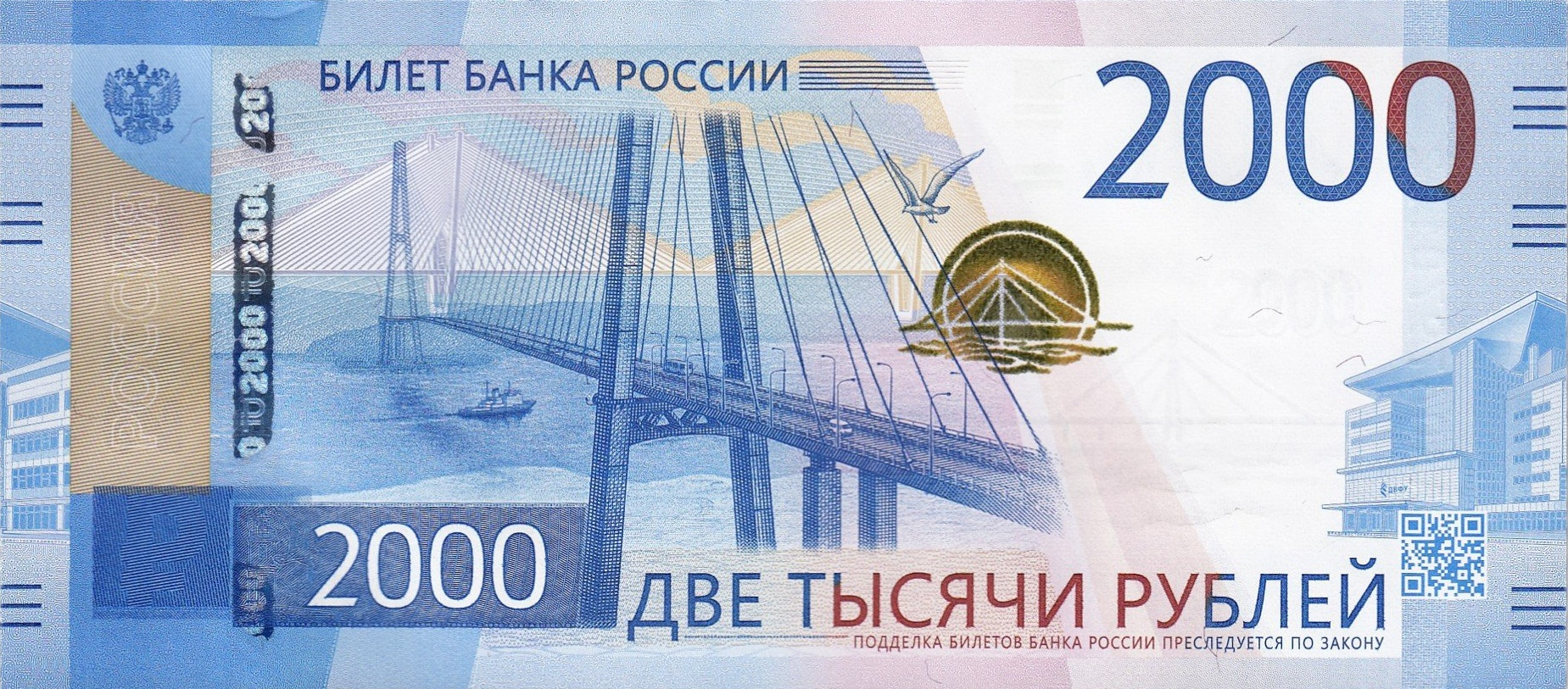
۲۰۰۰ روبل ۲۰۱۷ (روبرو)

در سال ۲۰۱۷، اسکناس‌های جدید با واحدهای پولی جدید ۲۰۰ روبلی و ۲۰۰۰ روبلی معرفی شدند، که به ترتیب تصویر شهرهای سواستوپول (که از سال ۲۰۱۴ به عنوان اوکراینی شناخته می‌شود و توسط روسیه اشغال شده است) و ولادی وستوک - شهرهای مناطق فدرال جنوبی و خاور دور فدراسیون روسیه - را نشان می‌دهند. انتخاب جاذبه‌ها با رأی‌گیری در وب‌سایت твоя-россия. рф انجام شد. اسکناس‌ها در ۱۲ اکتبر ۲۰۱۷ ارائه و به گردش درآمدند.
در ژوئیه ۲۰۲۱، میخائیل الکسیف، معاون رئیس بانک مرکزی، از تغییر در مفهوم سری «شهرهای روسیه» برای اسکناس‌ها خبر داد. به‌طور خاص، تصمیم گرفته شد که روی هر اسکناس به مراکز اداری (به جز ناحیه فدرال جنوبی) هر یک از مناطق فدرال روسیه، و روی دیگر آن به خود مناطق، مرتبط شود. میخائیل الکسیف این تصمیم را با این واقعیت توضیح داد که پیش از این انتخاب شهرهایی که روی اسکناس‌ها نشان داده شده بودند، نامرتب و محدود بود: «اگر اکنون حدود ۲۲ میلیون نفر در شهرهایی که روی اسکناس‌ها به تصویر کشیده شده‌اند زندگی می‌کنند که اسکناس‌های خاصی را مشروط به «خود» می‌دانند، پس با گسترش موضوع به منطقه، هر ساکن کشور می‌تواند از طریق منطقه‌ای که در آن زندگی می‌کند، خود را با یک اسکناس مرتبط کند» . مناظر شهرها و مناطقی که روی آنها نشان داده می‌شوند توسط یک کمیسیون متخصص انتخاب می‌شوند .
اسکناس‌های قدیمی به دلیل فرسودگی طبیعی به تدریج از گردش مالی خارج خواهند شد. برنامه‌ریزی شده است که در سال ۲۰۲۶ اسکناس‌های جدید در گردش فعال بر اسکناس‌های قدیمی غلبه کنند. قرار است پول‌های قدیمی تا سال ۲۰۳۵ به‌طور دائم از گردش مالی فعال خارج شوند.

## تفاوت‌های بین اسکناس‌های قدیمی و جدید. اقدامات حفاظتی جدید
تفاوت بارز اسکناس‌های جدید، عدد نه رقمی است (در اسکناس‌های تمام شماره‌های قبلی، این عدد هفت رقمی بود) که اکنون در اسکناس‌های با ارزش‌های مختلف تکرار نخواهد شد. همچنین، تصویر عقاب دو سر بیلیبین با بال‌های پایین، بدون تاج، عصای سلطنتی و صلیب کروبوس (آرم بانک روسیه از پایان سال ۱۹۹۳) در روی اسکناس‌ها با نشان ملی روسیه جایگزین شده است، مشابه سکه‌های ۱ تا ۱۰ روبلی که از سال ۲۰۱۶ منتشر شده‌اند و سکه‌های یادبود ۲۵ روبلی که از فلزات پایه ساخته شده‌اند.
از نشانه‌های بصری اصالت اسکناس، واترمارک، میکرومتن و یک عنصر رنگین‌کمانی باقی مانده است. طبق گفته بانک مرکزی، اسکناس‌های جدید قابل اعتمادتر و کمتر در معرض آلودگی خواهند بود. همچنین، برای اولین بار، یک کیوآر کد روی اسکناس‌ها ظاهر می‌شود که قرار است به عنوان یک عنصر امنیتی نیز مورد استفاده قرار گیرد.

## اسکناس ۱۰ روبلی
انتشار اسکناس‌های ۱۰ روبلی در سال ۲۰۱۲ متوقف شد، زیرا آنها به‌طور کامل با سکه‌های با ارزش مربوطه جایگزین شدند. میخائیل الکسیف، معاون رئیس بانک روسیه، تصمیم به از سرگیری انتشار اسکناس‌های ۱۰ روبلی را با این توضیح توضیح داد که بازگرداندن اسکناس‌ها به گردش پولی آسان‌تر است: «ما سکه‌های ۱۰ روبلی زیادی منتشر می‌کنیم، اما آنها بلافاصله در قلک‌ها قرار می‌گیرند و به گردش مالی بازنمی‌گردند. در عین حال، شما نمی‌توانید اسکناس را در قلک قرار دهید، پیدا کردن جایی برای آن در کیف پول بسیار آسان‌تر است. علاوه بر این، حمل و نقل اسکناس آسان‌تر از سکه است؛ بنابراین، جایگزینی سکه با اسکناس هم از نظر کاهش هزینه‌های ما و هم از نظر قابلیت استفاده منطقی است .»
اسکناس ۱۰ روبلی، نووسیبیرسک و ناحیه فدرال سیبری را به تصویر خواهد کشید. نووسیبیرسک جایگزین شهر دیگری از ناحیه فدرال سیبری، کراسنویارسک، خواهد شد که تصویر آن روی اسکناس‌های مدل ۱۹۹۷ وجود داشت و برای اولین بار روی اسکناس‌های بانک روسیه چاپ خواهد شد. قرار است تا سال ۲۰۲۵، این اسکناس به همراه اسکناس‌های ۵۰ روبلی به گردش درآید.

## اسکناس ۵۰ روبلی
اسکناس ۵۰ روبلی، سن پترزبورگ و ناحیه فدرال شمال غربی را به تصویر خواهد کشید. سن پترزبورگ در مقایسه با اسکناس‌های نمونه قبلی جایگاه خود را حفظ می‌کند. قرار است تا سال ۲۰۲۵ همراه با اسکناس‌های ۱۰ روبلی به گردش درآید.

## اسکناس ۱۰۰ روبلی

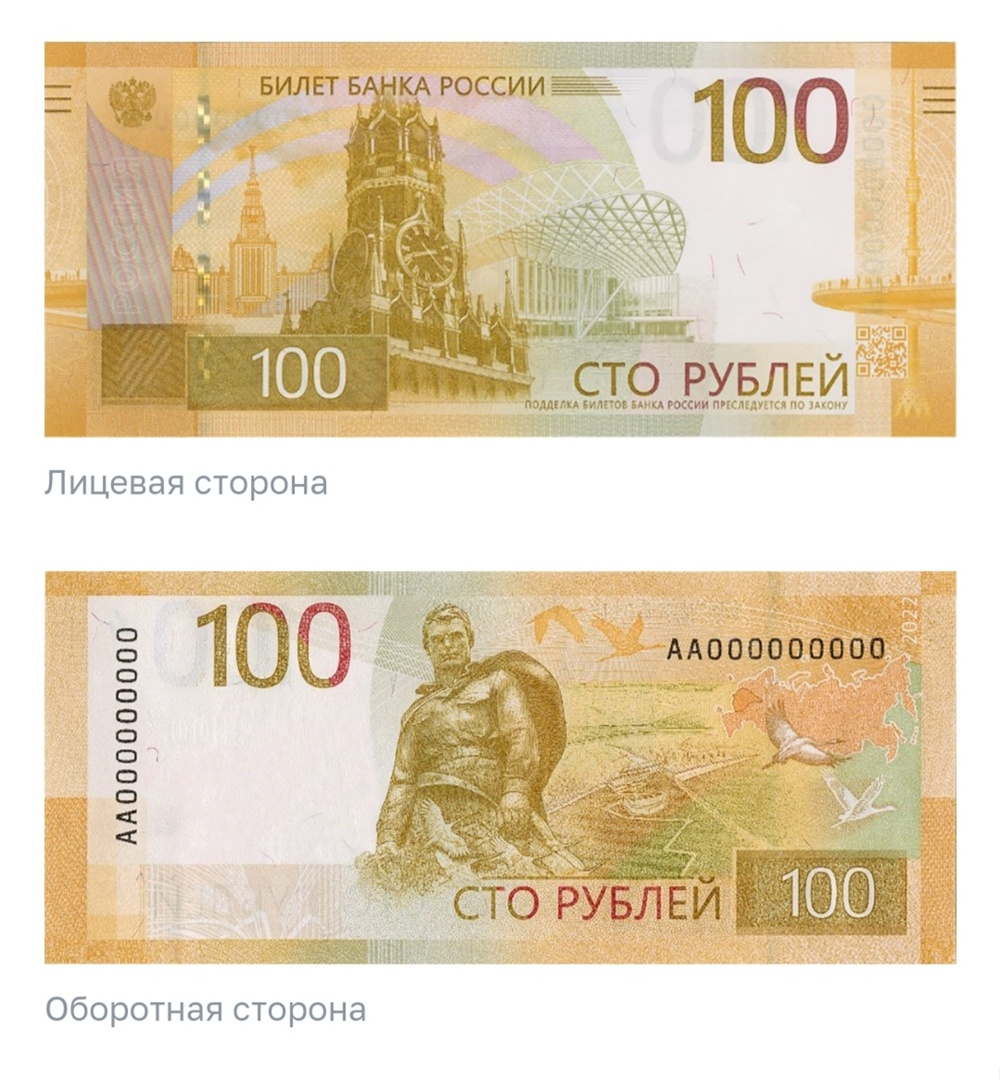
طرحی از اسکناس ۱۰۰ روبلی نمونه سال ۲۰۲۲.

طرح اسکناس ۱۰۰ روبلی در ۳۰ ژوئن ۲۰۲۲ توسط بانک مرکزی رونمایی شد. در همان روز، اولین اسکناس از سری جدید به عنوان وسیله پرداخت رسمی معرفی شد. روی آن، مانند آخرین نمونه، تصویر مسکو و همچنین ناحیه فدرال مرکزی نقش بسته است.
اندازه این اسکناس با اندازه اسکناس ۲۰۰ روبلی که قبلاً در گردش بود، مطابقت دارد و ۱۵۰ × ۶۵ است. میلی‌متر. رنگ اصلی نارنجی است. روی اسکناس، مناظر مسکو را به تصویر می‌کشد: برج اسپاسکایا کرملین (زمان روی ناقوس‌ها ۲۰:۲۲ است که مربوط به سال ورود اسکناس به چرخه اقتصادی است)، ساختمان اصلی دانشگاه دولتی مسکو، پارک زاریادیه، برج‌های تلویزیونی اوستانکینو و شوخوف. در پشت اسکناس، بناهای تاریخی مربوط به مکان‌های تاریخ نظامی روسیه، واقع در ناحیه فدرال مرکزی: میدان کولیکوو و بنای یادبود رژفسکی وجود دارد. همچنین روی اسکناس یک کد QR وجود دارد که به صفحه اطلاعات بانک مرکزی فدراسیون روسیه منتهی می‌شود و حاوی اطلاعاتی در مورد روش‌های حفاظتی و محتوای هنری اسکناس است.

## اسکناس ۵۰۰ روبلی
قرار است تصویر پیاتیگورسک و ناحیه فدرال قفقاز شمالی روی اسکناس ۵۰۰ روبلی نقش ببندد. پیاتیگورسک جایگزین آرخانگلسک خواهد شد که تصویر آن روی آخرین نمونه و اسکناس‌های پیش از سال ۱۹۹۵ نقش بسته بود. «پیاتیخاتکی» جدید نزدیک به سال ۲۰۲۵ به گردش مالی خواهد رسید.

## اسکناس ۱۰۰۰ روبلی

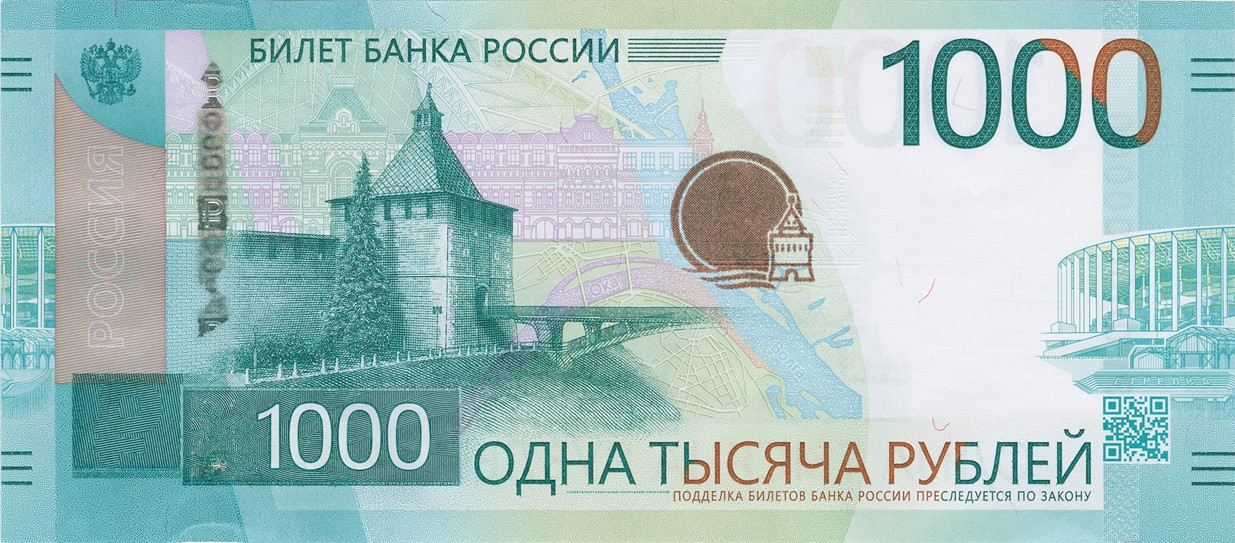
۱۰۰۰ روبل ۲۰۲۳ (رونوشت)

قرار است تصویر نیژنی نووگورود و ناحیه فدرال ولگا روی اسکناسی با ارزش اسمی ۱۰۰۰ روبل چاپ شود. نیژنی نووگورود جایگزین یاروسلاول خواهد شد که قبلاً روی اسکناس‌های ۱۰۰۰ روبلی بود. اسکناس‌های به‌روز شده در سال ۲۰۲۳ به گردش در خواهند آمد.
در ۱۶ اکتبر ۲۰۲۳، روز رونمایی از طرح جدید اسکناس ۱۰۰۰ روبلی، طرح این اسکناس توسط کلیسای ارتدکس روسیه به دلیل نمایش هلال اسلامی بر روی یکی از ساختمان‌های پشت اسکناس و همزمان حذف صلیب ارتدکس از ساختمانی دیگر (کلیسای سابق که اکنون موزه است) مورد انتقاد قرار گرفت. بانک روسیه ادعا کرد که این تصویر برای تحریک یا بی‌اعتنایی به هیچ دینی انتخاب نشده است، اما روز بعد اعلام کرد که طرح اصلاح خواهد شد و اسکناس‌ها چاپ نخواهند شد.

## اسکناس ۵۰۰۰ روبلی

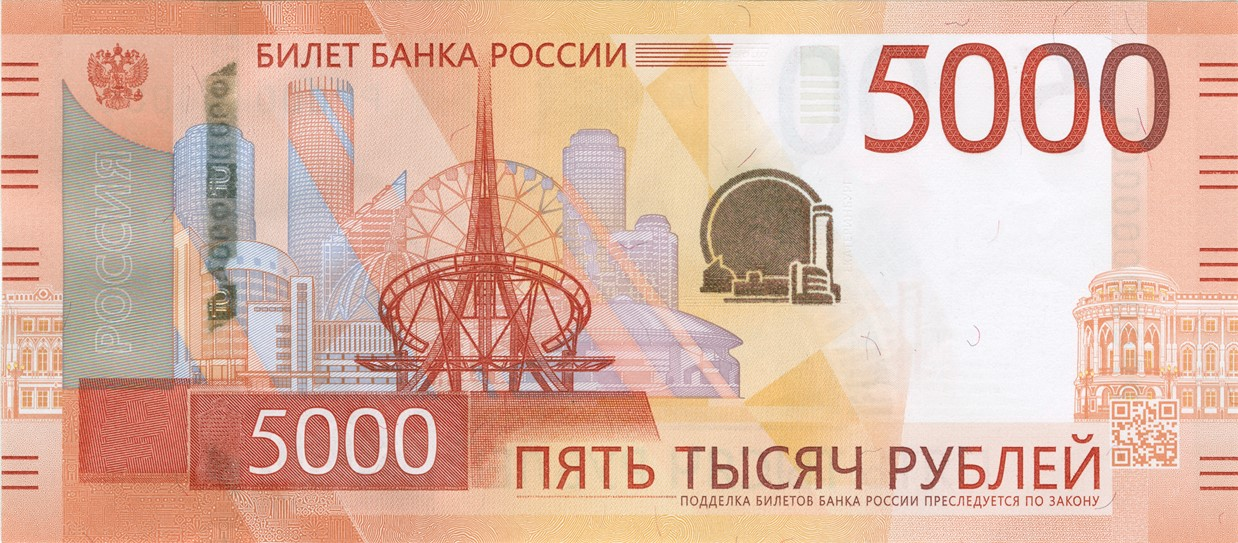
۵۰۰۰ روبل ۲۰۲۳ (رونوشت)

قرار است تصویر یکاترینبورگ و ناحیه فدرال اورال روی اسکناسی با ارزش اسمی ۵۰۰۰ روبل چاپ شود. یکاترینبورگ جایگزین خاباروفسک خواهد شد که قبلاً روی اسکناس‌های ۵۰۰۰ روبلی بود. اسکناس‌های به‌روز شده در سال ۲۰۲۳ به گردش در خواهند آمد.

## انتقاد
برخی از کارشناسان در مورد این اصلاحات تردید داشتند و معتقدند که این اسکناس‌ها خیلی دیرتر از برنامه بانک مرکزی به گردش درخواهند آمد، زیرا تحت تحریم‌ها روند تطبیق صندوق‌های پول و دستگاه‌های خودپرداز با اسکناس‌های جدید بسیار با تأخیر مواجه خواهد شد.